# Petit (voetballer)
Petit, voetballersnaam van Armando Gonçalves Teixeira, (Straatsburg, 25 september 1976) is een Portugees voormalig voetballer en huidig trainer van Boavista FC.

## Carrière
Petit was een middenvelder en speelde zijn eerste interland op 2 juni 2001 tegen Ierland. Hij maakt deel uit van de selectie voor het wereldkampioenschap voetbal 2006. Tot en met het Europees kampioenschap voetbal 2008 speelde hij 57 interlands, waarin hij vier keer wist te scoren. In 2013 rondde hij bij Boavista FC zijn spelerscarrière af, waarna hij aldaar aan de slag ging als trainer. In zijn carrière speelde Petit bij zes verschillende clubs in twee landen; tweemaal werd hij landskampioen, in 2001 met Boavista en in 2005 met Benfica.